# سفکینوم
سفکینوم(به انگلیسی: Cefquinome) یک سفالوسپورین نسل چهارم است که دارای خواص دارویی و آنتی‌بیوتیکی در درمان ماستیت کولیفرم(coliform mastitis) و سایر عفونت ها می باشد. این دارو تنها در دامپزشکی استفاده می شود. 

## سنتز

سنتز سفکینوم: